# میرسلطان‌مراد خان
میرسلطان مرادخان بن میرشاهی یکی از شاهان مرعشیان تبرستان بود که پس از به قتل رساندن میرعبدالله به حکومت رسید. بعضی وی را واپسین پادشاه سلسلهٔ مرعشیان می‌دانند.

## به حکومت رسیدن
پس از آنکه «میرعبدالله بن میرسلطان محمود» به حکومت رسید، «میرسلطان‌مراد» که در پناه کیاییان گیلان بود، با حمایت «ملک کیومرث لاریجانی» خود را به مازندران رساند. میرسلطان‌مراد حمایت ملک کیومرث را از دست‌داد و از گیلانیان کمک طلبید. ولی نیروی کمکی گیلانیان به وی نرسیند و او شکست خورد و گریخت. با این حال وی به فرمان شاه تهماسب با میرعبدالله در حکومت شریک شد ولی نتوانست وارد مازندران شود و به درگاه شاه تهماسب یکم رفت. سرانجام پس از مرگ میرعبدالله، وی با کمک قوام‌الدین بن میرعلی به حکومت تبرستان رسید.

## حکومت
میرسلطان‌مراد پس از صاحب اختیار شدن مازندران، بدون رقیب به حکومت پرداخت. گویا شاه تهماسب یکم از مرگ میرعبدالله ناخرسند بوده، میرسلطان مراد نیز با ارسال دارایی‌های میرعبدالله و خانواده‌اش به درگاه شاه، سعی می‌کرد تا وی را از عکس‌العمل‌های احتمالی بازدارد. پس از آن با درخواست میرقوام‌الدین، پسر میرعلی مقتول، سلطان‌مراد خیرالنساء بیگم را نزد شاه فرستاد. شاه تهماسب که از نامهٔ قوام‌الدین متأثر شده بود، خیرالنساء بیگم را به ازدواج محمد میرزا درآورد.
عبدالکریم بن میرعبدالله با حمایت سادات مرعشی از قزوین به مازندران آمده و به تهدیدی برای سلطان‌مراد بدل گشت. با حملهٔ عبدالکریم با لشکریان خود و رسمتداریان، سلطان‌مراد از ساری به هزارجریب گریخت. البته پس از مدتی به دستور شاه تهماسب وی را عزل نموده و به قزوین بردند و پس از آن میرعزیزجان که نتوانسته بود با صفویان سازش نماید، عزل و زندانی گردید. بدین ترتیب سلطان‌مراد بار دیگر حکم مازندران یافت.
سلطان‌مراد پس از مدتی با خواهرزادهٔ شاه تهماسب، ماه پرور خانم، ازدواج نمود و شیفتگی‌اش به او موجب شد که چندی از حسادت زن دیگرش و غوغای مخالفان غافل شود. مخالفان وی متفقاً از وی به درگاه شاه شکایت نمودند و وی با قبول تعهداتی در حکم مازندران ابقاء شد و این شروع درگیری‌هایی بود که سلطان‌مراد را به فردی بدل نمود که صرفاً ناظر کشتارهای مخالفان و موافقانش بود. وی سرانجام پس از مرگ ماه‌پرور خانم، در سال ۹۸۳هجری وفات یافت. بعضی این تاریخ را تاریخِ تسلط صفویان بر مازندران و پایان تسلط مرعشیان دانسته‌اند.